# A Medua
A Medua es un lugar situado en la parroquia de San Xusto, del municipio de Carballeda de Valdeorras, en la provincia de Orense, Galicia, España.